# Herman Boerhaave
Herman Boerhaave ou Boerhaaven ( Voorhout, 31 de dezembro de 1668 - Leiden, 23 de setembro de 1738) foi um médico, botânico e humanista neerlandês.
É considerado o fundador do ensino clínico e do hospital acadêmico moderno. Sua principal realização foi demonstrar a relação dos sintomas com as lesões.

## Biografia
Aos catorze anos, foi a Leiden para completar seus estudos, e graças à generosidade de van Alphen, burgomestre de Leiden, obteve os recursos que lhe faltavam. Estudou com entusiasmo o hebraico, a história, a filosofia, a matemática e outras disciplinas. Boerhaave obteve, em 1689, seu título de doutor em filosofia na Universidade de Leiden. Na sua tese, intitulada "De distinctione mentis a corpore", críticou as doutrinas de Epicuro, de Thomas Hobbes e de Spinoza. Estudou medicina, obtendo o título de doutor em 1693 na "Universidade de Harderwijk", atual Guéldria. No seu curso estudou todos os livros de medicina, dissecou com Frederik Ruysch (1638-1731), e aprendeu tudo o que havia no seu tempo sobre botânica e química.
Retornou para Leiden, onde alguns anos depois substituiu o professor de medicina Charles Drelincourt (1595-1669), seu antigo mestre. Em 1701, entrou no "Instituto de Medicina de Leiden". No seu discurso inaugural, "De commendando Hippocratis studio", recomendou aos seus alunos esse grande médico grego como modelo.
Em 1709, assumiu o posto de professor titular de medicina e, logo depois, de botânica na Universidade de Leiden. Aumentou consideravelmente as coleções do jardim botânico da cidade (mais de 2 000 espécies no espaço de dez anos) e publicou numerosos trabalhos sobre a descrição de novas espécies de plantas. Graças à expansão colonial dos Países Baixos, Boerhaave pôde receber grandes quantidades de plantas exóticas, principalmente enviados pelos funcionários das companhias neerlandesas das Índias.
Em setembro de 1710, Boerhaave casou-se com Maria Drolenvaux, filha de um rico comerciante, Alderman Abraham Drolenvaux, união da qual teve quatro filhos
Em 1714, sucedeu Govard Bidloo (1649-1713) na cadeira de medicina prática, que permitiu-lhe levar à efeito as suas idéias sobre um novo sistema de ensino, introduzindo um sistema moderno de instrução clínica. Em 1718, obteve a cátedra de química, que já ocupava como suplente. A partir deste ano, Boerhaave passou a divulgar as idéias de Rudolf Jakob Camerarius sobre a sexualidade dos vegetais. Por último, continuando a tradição do célebre François de Le Boé (1614-1672), fez abrir aos estudantes um hospital, onde praticavam a verdadeira clínica duas vezes por semana.
Em 1712, apesar do regime higiênico que havia sido imposto, Boerhaave foi atingido por crises de gotas e paralisias, impedindo-o de exercer o seu magistério. A sua reentrada no ensino foi espontaneamente festejada pela cidade, porém, novos ataques, em 1727 e 1729, obrigaram-no a demitir-se das suas funções em 1730. Em 1728 foi eleito membro da Academia das Ciências da França e, dois anos depois, na Royal Society de Londres. Morreu de maneira dolorosa, em Leiden, no ano de 1738.

## Médico e anatomista
Herman Boerhaave é considerado o fundador da medicina clínica e do hospital acadêmico moderno. Sua fama entre seus contemporâneos era imensa. Quando Pedro I da Rússia visitou os Países Baixos, em 1715, assistiu as suas palestras. Também foi visitado por Linné e Voltaire. Embora tenha preconizado no início o método de Hipócrates, foi-se afastando, preferindo considerar além da filosofia vitalista do médico grego, a natureza química e mecânica como responsáveis pelas doenças. Apesar de contestado, realizou em química numerosas observações exatas, tendo êxito em decompor o sangue, o leite e diversos fluidos corporais dos animais.
Boerhaave foi considerado um iatromecânico. Era eclético, ao ponto de expandir, com seus conhecimentos especiais, áreas da matemática de Giovanni Alfonso Borelli e Archibald Pitcairne.
Entre vários males , Boerhaave foi o primeiro a descrever o mecanismo da ruptura espontânea do esôfago, geralmente uma conseqüência de vômitos vigorosos, atualmente conhecida como Síndrome de Boerhaave.
Desempenhou igualmente um papel importante para a origem da botânica moderna, principalmente aproximando esta disciplina à zoologia, que foi o primeiro passo para a criação de uma disciplina comum: a biologia. « O sistema de Boerhaave tem reinado por muito mais tempo na ciência que a dos seus rivais de glória, F. Hoffmann e Stahl, e se o professor de Leiden doou em parte esta superioridade à sedutora harmonia da sua doutrina, à eloquência das suas lições, ele também doou aos seus ilustres discípulos saidos da sua escola, à Haller, à De Haen, e à Van Swieten, que encheram o século XVIII de gloria o seu nome » ( Louis Émile Beaugrand)
Boerhaave, havia adquirido uma reputação universal; conta-se que um cientista chinês escreveu-lhe uma carta : Ao ilustríssimo Boerhaave, médico na Europa.
O anfiteatro da universidade de Leiden, onde trabalhou como anatomista, está agora no centro de um museu nomeado após a sua morte, o "Museu Boerhaave".

## Publicações

Aphorismi de cognoscendis et curandis morbis, 1728

- Institutiones rei medicae in usus annuae exercitationis domestica (Leiden, 1708, in-8 numerosas edições nos Países Baixos, Paris, Londres, etc.; tradução francesa, por La Mettrie, Rennes, 1738, in-8; Paris, 1750, in-12 ; etc,)
- Aphorismi de cognoscendis et curandis morbis (Leiden, 1709; tradução francesa, por La Mettrie).
- Index plantarum quae in horto academico Lugduno Batavo reperiuntur (Leiden, 1710, in-8; 1720, in-4 ; 1727, 2 volumes in-4)
- Epistola de fabrica glandularurn in corpore humano, etc. (Leiden, 1722, in-4, e várias edições), etc.
- Elementa chemiae (Paris, 1724; tradução francesa, por La Mettrie).
- De morbis nervorum em 1735
- Deve-se a ele um grande número de edições de obras antigas ou novas, especialmente as edições de Arétée de Cappadoce, Leiden, 1731, e da ' Historia insectorum de Jan Swammerdam, 1737
- Seus alunos publicaram sob o seu nome: Methodus discendi medicinam, revisado por Haller, 1751
- Todas as suas obras foram reunidas em veneza, em 1766.